# سكيابارلي (مركبة)
سكيابارلي، (بالإيطالية: Schiaparelli EDM)، مركبة هبوط فضائية كان من المقرر أن تنزل بسلام على سطح المريخ، لكنها فشلت في مرحلة الدخول، النزول والهبوط على سطح الكوكب الأحمر. كانت سكيابارلي تابعة لبرنامج إكسو مارس الذي كان مشروعا مشتركا بين وكالة الفضاء الأوروبية ووكالة الفضاء الروسية روسكوسموس. تم بناء هذه المركبة في إيطاليا وكان الهدف منها هو اختبار التكنولوجيا اللازمة للهبوط الميسر في المستقبل على سطح المريخ.
أُطلقت مركبة سكيابارلي بالتوازي مع مركبة تقفي الغازات المدارية التي تتبع مهمة إكسو مارس، ثم حاولت سكيابارلي الهبوط في 19 أكتوبر 2016. بعد ذلك انقطعت إشارات القياس عن بعد، والتي رصدها بشكل مباشر المقراب العملاق للموجات الراديوية في الهند، وأكدتها البعثة الفضائية مارس إكسبريس، لمدة دقيقة على السطح خلال المرحلة الأخيرة من الهبوط. في 21 تشرين الأول/أكتوبر 2016، نشرت وكالة الفضاء الأمريكية ناسا صورة إلتقطتها مركبة مارس ريكونيسانس أوربيتر، والتي كانت على ما يبدو لموقع تحطم المركبة سكيابارلي. أُستُخدِمت بيانات القياس عن بُعد التي جمعتها ونقلتها كل من بعثة مارس إكسبرس ومركبة تقفي الغازات المدارية التي تتبع مهمة إكسو مارس، للتحقيق في طرق فشل تكنولوجيا الهبوط المستخدمة خلال المهمة.

## أصل التسمية
سُميت المركبة نسبة إلى عالم الفلك الإيطالي جيوفاني سكيابارلي.